# 杨遇春 (1909年)
楊遇春（1909年3月1日—1991年），别号柳青，江西瑞金人。中国近代军事将领。

## 生平
父碧秋公，在乡创设螺石小学，螺峰书院。杨遇春入雩水旧制中学，卒业后考入江西省立农专，肄业一年。慕军旅生涯，投入陆军第四军随营学校。黄埔军校三期毕业。
1927年参加南昌八一起义，1929年加入中国共产党。历任红十二军独立第7师第1团代理团长。1931年9月，红一方面军与红十二军会合，整编原红十二军。杨遇春担任红三十四师101团团长（政委张开荆）。1932年4月，红十二军以军部独立团扩编成立红三十五师，杨遇春担任师长（政委何醒南），兼闽西军区汀连清宁指挥部分部指挥。
1933年2月，中共建宁中心县委成立了由游击队员和少先队员组成的建黎泰模范少先师。杨遇春担任师长，政治委员为高传遴。4月21日，部队集体宣誓加入红军，并在泰邵地区活动。1933年，中央苏区掀起“消灭地主”运动，杨遇春父母叔伯均被逮捕杀害，家产全被没收。5月14日夜在福建泰宁，杨遇春与国军第56师刘和鼎部合作叛投国民党，枪杀政委高传遴。任56师师部参议、闽粤赣三省总中将薪顾问，1934年调南昌行营中将薪参议。1935年兼任军事委员会招抚特派员公署参谋长。1935年入中央军校高等教育班受训，结业后1936年任重庆行营参议，1937年任军委会中将薪参议。
1937年抗战爆发后，出任湘鄂赣挺进第2纵队总指挥，下辖三个保安团，隶属湘鄂中央军系游击部队。后任第十九集团军游击副总指挥，旋改为江南挺进军总指挥部代总指挥，在苏浙皖边区游击。1938年秋部队改编，奉调为江西全省游击副总指挥兼第九战区庐山地区指挥，仅以赣保第3、第11两个团，从1938年10月开始固守庐山、血战日军达十一月之久。旋兼任赣九区行政专员及区保安司令。1941年赴重庆加入军统，相助戴笠，兼任财政部缉私署江西省缉私处处长，1944年调任国民政府军事委员会别动军第二纵队指挥官。。
抗日战争结束后，所部改编为交警第二总队，仍任总队长。1947年春，出任济南王耀武的第二绥靖区二处处长，主持防谍会议，严防中国共产党的渗透。1948年华北战局危急，奉调交警第三旅旅长，率部转战于北宁路、塘沽一带。平津战役后率部转进，调防浙赣路，兼任护路司令。1949年夏转战福建泉州，兼任该地区戒严司令。1949年10月奉令率部至金门改编，编后来台。任国防部少将参议。
1951年8月，奉调总政战部第六组少将组长。1955年调任台湾省保安警察第一总队总队长。1964年升任警务处副处长，襄助署长四任之久。1977年升任警政署副署长。1977年6月1日届龄退休。退休金每月约贰万伍仟元台币。1991年在台北病逝。

## 家人
- 原配夫人余梦鸣：南昌贵族千金，迁台思儿忧郁而终。
- 续夫人谢曼平：抗日时战地结合。子六人，女三人
- 儿子：杨震海，杨兴生，杨瑞生，杨江平，杨赣生（在大陆） 杨湘平 杨海平
- 女儿：杨震亚，杨力行，杨保民